# Lijst van musea in Iran
Hieronder volgt een lijst van musea in Iran:
(gesorteerd op vestigingsplaats)

## Teheran
- Het Nationaal Museum van Iran
- Het tapijtenmuseum
- Het Teherans Museum voor moderne kunst
- Het Museum voor Glas en Keramiek
- Het Reza Abbasi Museum